# Glee: The 3D Concert Movie (bande originale)
Glee: The 3D Concert Movie est la bande originale du film homonyme, sorti en 2011 et basé sur la série télévisée musicale Glee.

## Liste des morceaux
1. Don't Stop Believin'
2. Dog Days Are Over (Bonus Track)
3. Sing
4. I'm a Slave for You
5. Fat Bottomed Girls
6. I Want to Hold Your Hand
7. Ain't No Way
8. P. Y. T. (Pretty Young Thing)
9. Born This Way
10. Firework
11. Teenage Dream
12. Silly Love Songs
13. Raise Your Glass
14. Happy Days Are Here Again / Get Happy
15. Lucky
16. River Deep, Mountain High
17. Forget You
18. Don't Rain on My Parade
19. Jessie's Girl
20. Valerie
21. Loser Like Me
22. The Safety Dance
23. Somebody to Love